# Iatebexê
iatebexê (em iorubá: Iyátebexé) é a socerdotisa que faz o solo das cantigas nas festas públicas de candomblé. O babatebexê é o sacerdote que tem a mesma função.